# Arte concettuale
Si definisce arte concettuale qualunque espressione artistica in cui i concetti e le idee espresse siano più importanti del risultato estetico e percettivo dell'opera stessa.
Il movimento artistico che porta questo nome si è sviluppato negli Stati Uniti a partire dalla seconda metà degli anni sessanta e si è velocemente propagato in quasi tutto il mondo, Italia compresa.

## Definizione
La definizione di arte concettuale nel contesto dell'arte contemporanea si deve a Joseph Kosuth, che la utilizzò coscientemente verso la metà degli anni 1960 per definire il suo obiettivo di un'arte fondata sul pensiero e non più su un ormai frainteso ed equivoco "piacere estetico". In particolare, nel 1965 Kosuth realizzò l'opera Una e tre sedie composta da una vera sedia affiancata a sinistra da una sua riproduzione fotografica e a destra da un pannello su cui era stampata la definizione da dizionario della parola "sedia": l'artista si proponeva di richiamare lo spettatore a meditare sulla relazione fra immagine e parola, in termini logici e semiotici. Precedenti esempi simili si possono rintracciare fin dal 1960, quando il catalano Joan Brossa concepì il poema-oggetto Cerilla ("Fiammifero") che riuniva la parola "cerilla", il disegno di un fiammifero e il fiammifero vero e proprio; il meccanismo logico-semiotico è lo stesso in ambedue i casi, realizzati all'insaputa l'uno dell'altro.
L'arte concettuale fu il punto d'arrivo del percorso che, dall'impressionismo in poi, aveva caratterizzato l'evoluzione dell'arte visiva contemporanea mediante la volontà di sottrarre l'arte medesima ai vincoli formali e culturali che ne avevano costituito la tradizione: la rarefazione dei contenuti emozionali nell'arte perseguita dagli artisti concettuali arrivò ben presto anche a determinare la volontà di prescindere dall'opera d'arte, fino alla scelta di rinunciare addirittura all'opera stessa dopo aver ripudiato in sequenza il naturalismo e la mimesi (post-impressionismo e espressionismo), la prospettiva (cubismo), il passato (futurismo), il valore venale dell'opera (dadaismo), la forma (informale), rappresentò senza dubbio il momento più alto e, nel contempo, l'ultimo possibile offerto alla ricerca e all'ansia di novità delle avanguardie novecentesche; non a caso l'evento forse più rilevante che seguì i quindici anni di più intensa produzione dell'arte concettuale, dal 1965 al 1980, fu denominato transavanguardia e venne caratterizzato dal ritorno all'oggetto e alla pittura. In questo senso possono essere definite "concettuali" esperienze molto diverse tra loro, ma caratterizzate comunque da un comune denominatore inequivocabile (la Land Art, l'Arte povera, la Body Art, la Narrative Art e altre).

## Storia

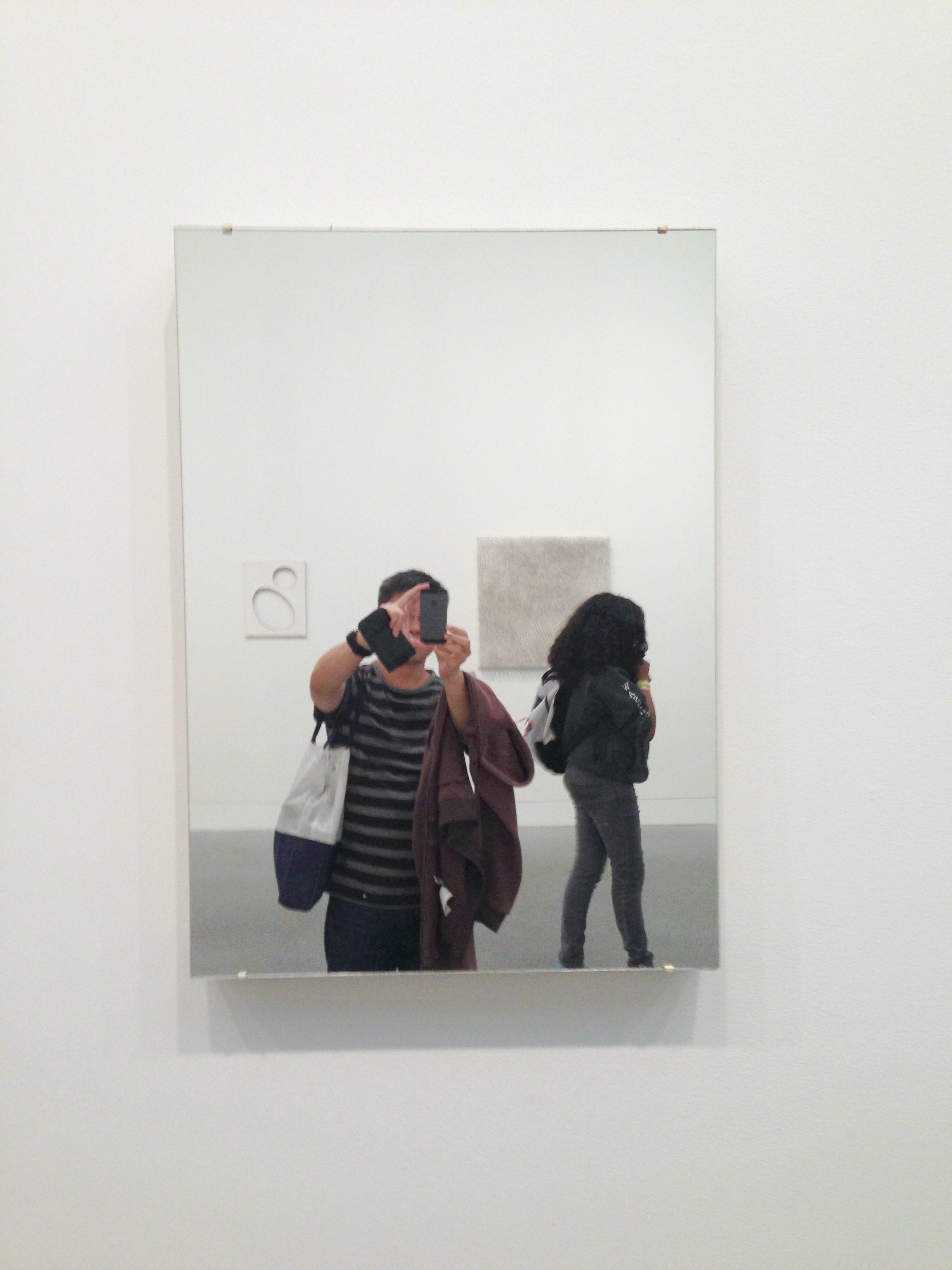
Art & Language, Pittura senza titolo, 1965, Tate Modern, Londra.

Benché l'arte concettuale sia ufficialmente datata dal 1965 con Una e tre sedie, è possibile individuare negli anni precedenti il percorso che portò alla sua nascita.
Le prime esperienze concettuali furono rappresentate dai movimenti del neo-dada e del minimalismo tra gli anni cinquanta e sessanta: il primo, i cui maggiori rappresentanti, come Jasper Johns e Robert Rauschenberg, divennero in seguito esponenti di primo piano della pop art negli USA, fu caratterizzato dall'uso di oggetti desunti dal quotidiano e inseriti all'interno dell'opera d'arte. Una propensione simile distinguerà poco dopo e in senso già profondamente concettuale anche le provocazioni neo-dadaiste di artisti italiani come Piero Manzoni, noto per i suoi barattoli di merda d'artista, Vincenzo Agnetti, Mario Merz, Maurizio Nannucci, Giulio Paolini.
Anche il minimalismo o minimal art ebbe origine negli USA e fu contraddistinta dalla produzione di grandi strutture geometriche cromaticamente essenziali e ispirate a fredde modalità puramente costruttive che privilegiavano una fruizione di stampo razionalistico, priva di concessioni all'empatia o al godimento estetico, ovverosia che non rappresentavano in nessuna maniera la realtà sensibile.
Negli anni successivi le premesse poste da questi due movimenti furono ereditate e ampliate dall'arte concettuale propriamente detta (Joseph Beuys, Joseph Kosuth, Charlotte Moorman, Bruce Nauman, Nam June Paik, Wolf Vostell, Lawrence Weiner, ecc.), dall'arte povera italiana (Alighiero Boetti, Luciano Fabro, Jannis Kounellis, Mario Merz, Giulio Paolini, Michelangelo Pistoletto, ecc.) e dalla "Narrative Art", profondamente ispirata dallo stesso Kosuth, nella quale il lavoro degli artisti si concretizzava intorno al dualismo narrativo rappresentato dalle immagini e dalla scrittura.
In ambito concettuale fiorirono anche due forme di azione artistica come lo happening e la performance che, nonostante forti ed evidenti analogie, si distinguono invece per la componente d'improvvisazione anche collettiva tipica dello happening che non ritroviamo nella performance, più vicina alla pianificazione registica e drammaturgica propria del teatro.
Se gli antefatti storici di queste ultime esperienze furono sicuramente le "Serate futuriste" e il dadaista Cabaret Voltaire, negli anni 1960 il compito di ereditarne la poetica trasferendola all'interno della nuova sensibilità concettuale toccò principalmente alla Body Art, caratterizzata dall'uso del corpo stesso dell'artista per azioni spinte a volte sino ai limiti dell'autolesionismo, come nel caso di Gina Pane, e alla Land Art, nella quale spirito documentaristico e nesso fra azione e territorio esplorarono inusitati ambiti espressivi con risultati artistici spesso molto convincenti (dagli impacchettamenti del bulgaro Christo, artista proveniente dal Nouveau Réalisme, agli interventi spettacolari dell'americano Walter De Maria, come The Lightning Field del 1977, fino alle passeggiate dell'inglese Richard Long).

## Artisti concettuali
Di seguito viene elencata una serie esemplificativa, ma non esaustiva, dei maggiori artisti concettuali.
- Vito Acconci
- Bas Jan Ader
- Vincenzo Agnetti
- Art & Language
- Mark Barring
- Robert Barry
- Joseph Beuys
- Sebastian Bieniek
- Guy Bleus
- Alighiero Boetti
- Joan Brossa
- Stanley Brouwn
- Geoff Bunn
- Daniel Buren
- Gino De Dominicis
- Jan Dibbets
- Peter Downsbrough
- Stanisław Dróżdż (artista polacco)
- Marcel Duchamp
- Félix González-Torres
- Genco Gulan
- Riccardo Gusmaroli
- Hans Haacke
- Mona Hatoum
- Jenny Holzer
- Douglas Huebler
- Emilio Isgrò
- On Kawara
- Yves Klein
- Joseph Kosuth
- Jarosław Kozłowski (artista polacco)
- Sol LeWitt
- Piero Manzoni
- Charlotte Moorman
- Robert Morris
- Maurizio Nannucci
- Lucy Oak (artista italo-argentina)
- Yōko Ono
- Nam June Paik
- Paola Romano
- Gian Carlo Riccardi
- Andrzej Szewczyk
- Bernar Venet
- Bill Viola
- Wolf Vostell
- Lawrence Weiner
- David Woodard